# Kasie Hunt
Pour les articles homonymes, voir Hunt.
Kasie Sue Hunt, né le 24 mai 1985 à Dearborn (Michigan), est une journaliste américaine travaillant pour CNN.
De 2014 à 2021, elle est la correspondante de NBC News et de MSNBC au Congrès.

## Situation personnelle
Kasie Hunt est née le 24 mai 1985 à Dearborn, une ville de la banlieue de Détroit dans le Michigan. Elle grandit dans la banlieue de Philadelphie, à Wayne (en) en Pennsylvanie.
Elle épouse le producteur de NBC News Matt Rivera le 6 mai 2017. Ils ont un enfant, né en 2019.
Elle est opérée pour résorber une tumeur du cerveau en octobre 2021.

## Parcours professionnel
Elle étudie au St John's College de Cambridge où elle obtient un diplôme de deuxième cycle universitaire en sociologie. Elle étudie également à l'Université George-Washington à Washington où elle obtient un diplôme en relations internationales.
Elle travaille pour NBC News à partir de 2007 jusqu'en 2010 puis à nouveau de 2013 à 2021. En parallèle, elle intervient également sur MSNBC. Elle travaille pour Politico de 2010 à 2011 puis pour l'agence Associated Press de 2011 à 2012. Elle couvre la campagne des républicains pour les élections de mi-mandat de 2010 puis la campagne de Mitt Romney lors de l'élection présidentielle de 2012.
De 2014 à 2021, elle est la correspondante permanente de NBC News et de MSNBC au Congrès des États-Unis. Elle intervient régulièrement dans les émissions phares des deux chaînes, notamment Meet the Press sur NBC News et Morning Joe sur MSNBC. Elle anime également deux émissions sur MSNBC, Kasie DC de 2017 à 2020 puis Way Too Early de 2020 à son départ de la chaîne.
Depuis 2021, elle est à la fois éditorialiste et analyste en chef de l'actualité politique nationale pour CNN.